# روان‌گسیختگی (آلبوم سپولترا)
«روان‌گسیختگی» (به انگلیسی: Schizophrenia) آلبومی از سپولترا است که در سال ۱۹۸۷ میلادی منتشر شد.